# Knud Peter Harboe
Knud Peter Harboe (2. november 1925 i København – 27. oktober 2002) var en dansk arkitekt og professor.

## Uddannelse
Hans forældre var arkitekt Svend Harboe og hustru. Han blev student fra Ordrup Gymnasium 1944, blev samme år optaget på Kunstakademiets Arkitektskole og fik afgang som arkitekt 1951. I nogle år var han medarbejder hos faderen, men 1954 etablerede han egen virksomhed. Samme år vandt han ud af 600 deltagere McGill Universitys internationale arkitektkonkurrence om enfamiliehuse. Træk fra den præmierede type er genkommende i hans første enfamiliehuse og genfindes bl.a. i afklaret form i hans eget hus, Skovvangen 14-16 i Charlottenlund (1958).

## Karriere
Harboe var lærer ved Kunstakademiets Arkitektskole fra 1957, fungerende afdelingsleder 1965-68 og blev professor i husbygning ved Danmarks Tekniske Højskole 1972. Han var visiting lecturer ved Leeds College of Art, dept. of architecture, England 1956-57 og visiting critic på Cornell University, dept. of architecture, USA 1960. Han var medlem af bestyrelsen for Akademisk Arkitektforening 1953-55 og for Danske Arkitekters Landsforbund 1962-65, medlem af Akademiraadet 1965-68 og af Det Kongelige Danske Kunstakademi 1968.
Knud Peter Harboe var kompromisløs modernist og betonede især i sin arkitektur materialernes konstruktive formålstjenlighed.

## Hæder
Harboe modtog C.F. Hansens Præmie 1956, K.A. Larssens og Hustru L.M. Larssens født Thodbergs Legat 1957, Eckersbergs opmuntringslegat 1959, Emil Bissens Præmie 1961, Træprisen 1978 og Eckersberg Medaillen samme år. I 1965 blev Harboe medlem af Det Kongelige Akademi for de Skønne Kunster og blev 1975 medlem af Akademiet for de Tekniske Videnskaber.
Harboe blev gift 16. august 1956 i Ordrup Kirke med Sonja Bendix (født 14. februar 1934 på Frederiksberg), datter af administrerende direktør Adam Børge Bendix (1902-?) og Karen Margrete Dessau (1906-?).

## Værker
- Eget hus, Skovvangen 14–16 i Charlottenlund (1958)
- Flere enfamiliehuse, fortrinsvis i Charlottenlund, Klampenborg og Holte
- Laboratorie- og kontorbygning, A/S N. Foss Electric, Hillerød (1961)
- Produktionshal og lagerbygning, Pharmacia, Ølby Lyng (1964)
- Medicinfabrik og administrationsbygning, Pharmacia, Hillerød (1967)
- Roskilde Lufthavn i Tune ved Roskilde (1970)
- Laboratoriebygning, Forskningscentret ved Hørsholm (1971)
- Fabrik for Bing & Grøndahl, Vesterbrogade 149, København (1972, nedlagt)
- Busses Skole, Mosebuen 1, Gentofte (1972)
- 0-energihus, Danmarks Tekniske Højskole, Lundtofte (1974)
- Museum for Bing & Grøndahl, Vesterbrogade (1978, nedlagt)
- Butik, Bing og & Grøndahl, Amagertorv 4, København (1981)
- Boligbebyggelse for Danske Funktionærers Boligselskab, Ordrup Jagtvej, Charlottenlund (1983)
- Kontorhus, Gammel Kongevej 11, København (1986)
- Kontorhus for Sophus Berendsen, Klausdalsbrovej 1, Gladsaxe (1986)
- Boligbebyggelse, Pile Allé 9, Frederiksberg (1987)
- Forhal og annonceafdeling, Berlingske Tidende, Pilestræde 34, København (1990, senere atter ombygget)

### Konkurrencer
- Projekt i The Canadian House of Tomorrow (1954, 1. præmie)

### Skriftlige arbejder
- "Om nyere engelsk arkitektur" i: Louisiana Revy (1960), s. 16.
- "SAS Royal Hotel" i: LP Nyt, 1843 (1960).
- "Arkitekturen som kunstart i: Arkitekten (1961), s. 446.
- "St. Cathrine's College, Oxford i: LP Nyt, 2267 (1965).
- "Idé-konkurrence om en fast forbindelse over Store Bælt" i: Arkitekten (1967), s. 268-71.
- "Walter Gropius og Mies van der Rohe" i: LP Nyt, 2767 (1969).
- "Arkitekten Erik Møller" i: Arkitekten (1975), s. 385.
- "Et lille hus på vejen" i: Til Poul Kjærgaard, 1982.
- (sammen med Finn Monies): "Et halvt århundredes borgere, borgmestre og bygningskunst i Gentofte Kommune" i: 50 års bygningskunst i Gentofte, 1984, s. 67-121.